# تونی الکساندر
تونی الکساندر (انگلیسی: Tony Alexander; ۸ فوریهٔ ۱۹۳۵ – ۹ اکتبر ۲۰۱۳) بازیکن فوتبال اهل بریتانیا بود.
از باشگاه‌هایی که در آن بازی کرده‌است می‌توان به باشگاه فوتبال یئوویل تاون و باشگاه فوتبال ردینگ اشاره کرد.